# Bágyom-ér
A Bágyom-ér (közhasználatban általában Bágyom-patak, időnként Vereb-Pázmándi-víz) egy patak Fejér vármegyében. Vereb közelében ered, keresztülfolyik Pázmándon és Kápolnásnyéken, és Velencén torkollik a Velencei-tóba. A tavat tápláló vízfolyások közül ez a második legjelentősebb a Császár-víz után.
A patakra Pázmándnál vízimalmot emeltek a 17-18. században, amelynek utódja 1951-ig működött. Az 1970-es években a folyamatos állagromlás miatt elbontották. A malmot az 1932-es tervek alapján 2001-re újjáépítették.
A Bágyom jobb oldali mellékvízfolyása a Cibulka-patak, amely Kápolnásnyéken torkollik bele.
Bágyom puszta Pázmándhoz tartozó, attól keletre fekvő településrész. 
A pataknak változó vízjárása van: télvíz idején megárad és általában szeptember elején apad a vízszint. 